# Matt Gaetz
Matt Gaetz, właśc. Matthew Louis Gaetz II (ur. 7 maja 1982 w Hollywood w stanie Floryda) – amerykański polityk, członek Partii Republikańskiej.

## Działalność polityczna
Od 2010 do 2016 roku Matt Gaetz zasiadał w Izbie Reprezentantów Florydy. Od 3 stycznia 2017 roku był przedstawicielem 1. okręgu wyborczego w stanie Floryda w Izbie Reprezentantów Stanów Zjednoczonych.
13 listopada 2024 roku Gaetz został nominowany przez prezydenta elekta Donalda Trumpa na stanowisko prokuratora generalnego Stanów Zjednoczonych w jego przyszłej administracji. Z tego powodu jeszcze tego samego dnia zrezygnował z zasiadania w Izbie Reprezentantów.
Jego nominacja została wkrótce wycofana pod naciskiem części republikańskich senatorów. Jednym z powodów było toczące się wobec niego dochodzenie w sprawie seksu z nieletnią.
Komisja etyki Izby Reprezentantów uznała, że Matt Gaetz dopuścił się w 2017 roku stosunku seksualnego z nastolatką, co według prawa stanu Floryda jest uznawane za gwałt. Komisja stwierdziła również, że w latach 2017-2020 Gaetz "regularnie" płacił kobietom za seks, w latach 2017-2019 wielokrotnie zażywał narkotyki, w tym kokainę i ecstasy, przyjmował prezenty niezgodnie z prawem, a także okłamał Departament Stanu w sprawie załatwienia paszportu dla jednej z kobiet, z którą uprawiał seks.